# البهائية في بوروندي
تبدأ البهائية في بوروندي بعد عام 1916 بذكر عبد البهاء، رئيس الدين آنذاك، أن البهائيين يجب أن يأخذوا الدين إلى مناطق أفريقيا. كان أول ذكر محدد لبوروندي (أوروندي) في مايو 1953 مما يشير إلى أن المجتمع المتوسع للدين البهائي في أوغندا ينظر في إرسال رواد البهائية إلى المناطق المجاورة مثل بوروندي كجزء من خطة عمل محددة. وصل المستوطنون الأوائل للدين إلى المنطقة بحلول شهر يونيو. بحلول عام 1963، كان هناك ثلاث جمعيات روحية محلية بهائية في بوروندي-رواندا. من خلال المنظمات المتعاقبة في بلدان المنطقة، تم تشكيل الجمعية الروحية الوطنية في بوروندي لأول مرة في عام 1969 ولكن تم حلها وإصلاحها على التوالي عدة مرات، وكان آخرها إصلاحها في عام 2011. على الرغم من حظر الدين لفترة من الوقت، وتمزق البلاد بسبب الحروب، إلا أن الدين نما حتى أنه في عام 2005 قدرت جمعية أرشيف بيانات الدين (بالاعتماد على الموسوعة المسيحية العالمية) وجود حوالي 6800 بهائي في بوروندي.

## الأيام الأولى

### ألواح عبد البهاء للخطة الإلهية
كتب عبد البهاء سلسلة من الرسائل، أو الألواح، إلى أتباع الدين في الولايات المتحدة في عامي 1916 و1917؛ وقد تم تجميع هذه الرسائل معًا في كتاب بعنوان ألواح الخطة الإلهية. وقد ذكرت ثلاث من الألواح نقل الدين البهائي إلى أفريقيا، ولكن تأخر تقديمه في الولايات المتحدة حتى عام 1919 — بعد نهاية الحرب العالمية الأولى والإنفلونزا الإسبانية. وقد ترجمت هذه الألواح وقدمها ميرزا أحمد سهراب في 4 أبريل 1919، ونشرت في مجلة نجم الغرب في 12 ديسمبر 1919. يقول أحد الألواح جزئيًا:
"يجب أن تكون نية المعلم صافية، وقلبه مستقلاً، وروحه منجذبة، وفكره هادئ، وعزمه ثابت، وكرمه مرتفع، وفي حب الله شعلة متوهجة. ... وبالتالي، قد تنشأ مجموعة من النفوس ... وتسارع إلى جميع أنحاء العالم، وخاصة من أمريكا إلى أوروبا وأفريقيا وآسيا. 

[ويقدم أيضًا دعاءً يبدأ بـ]:
يا إلهي! ترى كيف يلفّ الظلامُ كلَّ المناطق، وكيف تحترق كلُّ البلدان بلهيبِ الفتنة، ونيرانُ الحربِ والمجازرِ تشتعلُ في الشرقِ والغرب. الدماءُ تسيل، والجثثُ تُرمى على الأرض، والرؤوسُ المقطوعةُ تسقطُ على ترابِ ساحةِ القتال.
يا رب! ارحمْ 

كان أول ذكر محدد لـ "أوروندي" من خلال برقية لشوقي أفندي في مايو 1953، عندما كان رئيسًا للدين، حيث يقترح على المجتمع المتوسع للدين البهائي في أوغندا ومناطق أخرى أن ينظر في إرسال البهائيين الرائدين إلى المناطق المجاورة مثل بوروندي خلال الحملة المسماة الحملة العشرية خلال الفترة التي كانت فيها بوروندي جزءًا من رواندا أوروندي.

### البدايات
ربما كان أول بهائي يسافر عبر المنطقة هو مارث موليتور حوالي عام 1947 بعد انضمامه إلى الدين في بلجيكا. وصل المستوطنون الأوائل للدين إلى المنطقة بحلول شهر يونيو عندما وصلت ماري وريجينالد (ريكس) كوليسون من الولايات المتحدة ودوندوزو تشيزيزا، وهو بهائي شاب من ملاوي (نياسالاند آنذاك)، إلى رواندا أوروندي وبالتالي حصلوا على لقب فرسان بهاء الله. كان أول بهائي محلي في رواندا هو سليماني بن كيمبولو. انتقل آل كوليسون من أوغندا وعانوا من القيود التي فرضها عليهم كونهم متحدثين للغة الإنجليزية في بلد يهيمن عليه الفرنسيون. بحلول عامي 1956 و1957 كان هناك حوالي ثلاثين بهائيًا من السكان الأصليين والرواد المعروفين في المنطقة وتم تنظيم المنطقة تحت جمعية وطنية إقليمية للبهائيين في وسط وشرق إفريقيا والتي تم إرسال مندوبين إليها من بوروندي. تأسست أول جمعية روحية محلية للبهائيين في أوسومبورا (التي أعيدت تسميتها لاحقًا إلى بوجومبورا )، في 21 أبريل 1957. حافظ البهائيون الأصليون، الذين بلغ عددهم حوالي عشرين شخصًا، على وضع الجمعية حتى عام 1959، وتم مساعدتهم بعد ذلك في الحصول على تسجيل لدى الحكومة المحلية ومركز محلي للأنشطة المجتمعية. سافر موليسو ميشيل عبر المنطقة من الكونغو وطُلب منه التحدث إلى جمهور كبير بالإضافة إلى جولة صغيرة في القرى. في عام 1960 كانت هناك ملاحظات حول العديد من التحويلات.

## نمو
وقد لوحظ أن النمو الواسع النطاق للدين في جميع أنحاء منطقة جنوب الصحراء الكبرى في أفريقيا بدأ في الخمسينيات من القرن العشرين وامتد في الستينيات. في بوروندي-رواندا بحلول عام 1963 كان هناك ثلاث جمعيات روحية محلية بهائية. في هذه الأيام الأولى كان المتحولون من بين الكونغوليين القريبين الذين أصبحوا بهائيين في رواندا وبوروندي والذين عادوا إلى مقاطعاتهم الأصلية. وفي عام 1966، وصل الدكتور والسيدة جديد من إيران، مع جاكتون كاييمبا من كينيا، على الرغم من عودة كاييمبا إلى كينيا في عام 1971.
يد القضية، وهو لقب أحد من خدموا في منصب ذي مكانة دولية مرموقة في الدين، إينوك أولينغا، مثل بيت العدل الأعظم في انتخابات عام 1969 للجمعية الروحية الوطنية للبهائيين في بوروندي ورواندا ومقرها في بوجومبورا. مع استقلال بوروندي ورواندا، تم إصلاح الجمعية الوطنية في عام 1972 لكل منهما. قامت يد القضية، روحييه خانوم، بزيارة بوروندي حوالي عام 1972-1973.

### المقيدة والحرية
ومع ذلك، كجزء من حملة واسعة النطاق شملت العديد من بلدان جنوب الصحراء الكبرى، تم حظر الدين البهائي في سبعينيات القرن العشرين في العديد من البلدان: بوروندي، 1974؛ مالي 1976؛ أوغندا، 1977 ؛ الكونغو، 1978؛  1978؛ النيجر، 1978.
كان هذا في المقام الأول نتيجة حملة شنّتها عدد من الدول العربية. ولأن هذه الدول كانت آنذاك أيضًا من مُقدّمي مساعدات التنمية، فقد دُعم هذا الهجوم العلني على البهائيين بخطوات خفية، مثل ربط أموال المساعدات المُقدّمة لدولة مُعيّنة بالإجراءات التي اتخذتها ضد البهائيين. وقد نجح هذا جزئيًا، وحظرت بعض الدول البهائيين لفترة. ومع ذلك، تمكّن البهائيون من إثبات لهذه الحكومات أنهم ليسوا عملاء للصهيونية ولا معاداة للإسلام.

في حين تم حل المنظمة الوطنية للبهائيين، استمرت الإدارة المحلية والإقليمية. في عام 1980، عقدت الجماعة البهائية في جيتيجا اجتماعًا مع حوالي 300 طالب جامعي حول الدين. أقيم معهد للشباب في زامبيا القريبة، يوفر فرصًا للدراسة المكثفة للدين البهائي تتراوح من يوم واحد إلى عدة أسابيع، والتي تضمنت شباب بوروندي أكملوا دورة مدتها أربعة أسابيع في عام 1994.
أصبحت الأمريكية سينثيا شيبرد بيري بهائية حوالي عام 1969. عملت في نهاية المطاف كأمريكية من أصل أفريقي في السياسة الخارجية حيث كانت سفيرة الولايات المتحدة في بوروندي (1989-1993) خلال إدارة بوش الأولى ولكنها لم تشارك في الأنشطة البهائية الرسمية بسبب مسؤولياتها.
وأعيد تشكيل المنظمة الوطنية فيما بعد بالتعاون مع رواندا. وفي مواجهة التوترات المتزايدة في الحرب الأهلية الرواندية، انتهى عمل الجمعية الوطنية في بوروندي في عام 1994 ثم تبعها الجانب الرواندي في عام 1996. على طول الطريق، تم تدمير المراكز البهائية الإقليمية في بوبانزا وكاراما وسيبيتوك. ومع ذلك، تم إصلاح جمعية بوروندي في عام 2011 على الرغم من ملاحظة وجودها الوطني في عام 2003 وكان لها مركز وطني في نياكابيجا، بوجومبورا بحلول عام 2004.

## المجتمع الحديث
منذ نشأتها، كان للدين دور في التنمية الاجتماعية والاقتصادية بدءًا من منح المزيد من الحرية للنساء، وترويج تعليم الإناث باعتباره أولوية، وقد تم التعبير عن هذه المشاركة عمليًا من خلال إنشاء المدارس والتعاونيات الزراعية والعيادات. ودخل الدين مرحلة جديدة من النشاط عندما صدرت رسالة بيت العدل الأعظم بتاريخ 20 أكتوبر 1983. وحث البهائيين على البحث عن طرق متوافقة مع التعاليم البهائية، والتي يمكنهم من خلالها المشاركة في التنمية الاجتماعية والاقتصادية للمجتمعات التي يعيشون فيها. في عام 1979، كان هناك 129 مشروعًا بهائيًا للتنمية الاجتماعية والاقتصادية معترفًا بها رسميًا في جميع أنحاء العالم. وبحلول عام 1987، ارتفع عدد مشاريع التنمية المعترف بها رسميا إلى 1482 مشروعا. منذ الإبادة الجماعية والحرب، كان الدين مشاركًا في حل التوترات القبلية بناءً على تعاليمه المتعلقة بمبدأ وحدة البشرية. لكن الظروف في بوروندي والمناطق المجاورة كانت عنيفة للغاية: كان هناك عنف عرقي في بوروندي عام 1993، والحرب الأهلية البوروندية وغيرها. وعلى الرغم من هذا والمجتمع الصغير نسبيًا، فقد تم تنفيذ عدد قليل من الأنشطة. اجتمعت مجموعة من 149 شابًا بهائيًا من بوروندي وجمهورية الكونغو الديمقراطية ورواندا وأوغندا في المركز الوطني في بوروندي في الفترة من 17 إلى 21 أغسطس 2006. وركزوا على إمكانات الشباب للمساهمة في التحول الإيجابي لمجتمعاتهم على هذا النحو. وتحدث وزير حكومي إلى الحضور، كما أجرى صحفيان إذاعيان مقابلات. وقد دعا بيت العدل الأعظم إلى عقد مؤتمرات إقليمية في جميع أنحاء العالم في 20 أكتوبر/تشرين الأول 2008 للاحتفال بالإنجازات الأخيرة في بناء المجتمع المحلي والتخطيط للخطوات التالية في التنظيم في مناطقهم الأصلية. وكان أقرب طريق إلى بوروندي يقع في أوفيرا، وتمكن نحو 13 شخصًا من الفرار من بوروندي على الرغم من العنف الإقليمي المستمر.
نشأ باسكال أكيمانا في بوروندي في ظل ظروف عنيفة للغاية، سواء داخل أسرته أو خارجها. ويقدم منظورًا تاريخيًا للوضع في كل من بوروندي ورواندا في مقابلة بودكاست أجريت في عام 2011.

### التركيبة السكانية
تقدر جمعية أرشيفات بيانات الأديان (استنادًا إلى الموسوعة المسيحية العالمية ) في عام 2005 وجود حوالي 6800 بهائي في بوروندي.